# Everything Changes
Everything Changes is het zevende studioalbum van de Nederlandse muziekgroep US. Van muziekgroep was eigenlijk geen sprake meer: Jos Wernars was het enig overgebleven lid van de band en speelde het album voor het grootste deel vol met alleen de steun van zangeres Marijke Wernars. De muziek is weer retro-progressieve rock, zoals ook de andere albums van de band. Minpunt vond men over het algemeen de zwakke zangstem van Jos Wernars, aan de andere kant vond men die stem wel bij de muziek passen. De eerste muziekalbums van de grote symfonische rockbands uit de jaren 70 waren ook niet altijd even stabiel qua zangstem.

## Musici
- Jos Wernars - alle muziekinstrumenten, zang
- Marijke Wernars - zang

## Composities
1. The Rules Of The Game (16:41)
2. After This (0:56)
3. The Golden Zone (9:36)
4. After That (1:06)
5. Everything Changes (8:49)
6. After All (1:39)
7. When The Deep Looks Back (16:38)

Het album werd in eigen beheer uitgegeven, maar is bij de speciaalzaken in progressieve rock, ook op internet te verkrijgen.